# آنداچ (اولودره)
آنداچ (به ترکی استانبولی: Andaç) یک منطقهٔ مسکونی در ترکیه است که در اولودره واقع شده‌است. آنداچ ۲٬۹۶۰ نفر جمعیت دارد و ۱٬۳۳۰ متر بالاتر از سطح دریا واقع شده‌است.